# اچ‌ام‌اس ال۲۰
اچ‌ام‌اس ال۲۰ (به انگلیسی: HMS L20) یک زیردریایی بود که طول آن ۲۲۸ فوت (۶۹ متر) بود. این زیردریایی در سال ۱۹۱۸ ساخته شد.